# Patrice Halgand
Patrice Halgand, född 2 mars 1974 i Saint-Nazaire, är en fransk professionell tävlingscyklist, som tävlade för Crédit Agricole mellan 2004 och 2008. När Crédit Agricole lade ned sitt cykelstall blev Halgand kontrakterad av TelTeck-H20, men då stallet fick problem inför starten av stallet och bara fick Continental-status så valde han att avsluta sin karriär.

## Karriär
Patrice Halgand blev professionell 1995 med Festina-Lotus. Tvår senare tog han sin första seger som professionell när han vann Étoile de Bessèges.
Halgands bästa resultat är en etappseger i Tour de France 2002. Samma år vann han också en etapp på Dauphiné Libéré. Har vunnit Tour du Limousin sammanlagt 2000 och 2002, vilket innebär att han tillsammans med Francis Dubreuil, Bernard Hinault, Charly Mottet och Pierrick Fédrigo innehar rekordet i antal segrar. År 2005 och 2006 vann han en etapp på Route du Sud. Under Tour de France rullade han in på en tredje plats på den åttonde etappen av Tour de France 2006 efter Sylvain Calzati och finländaren Kjell Carlström.
Under säsongen 2007 vann han Tour de l'Ain.

## Meriter
1997
Étoile de Bessèges
2002
Tour du Limousin
Dunkirk fyradagars, etapp 1
Critérium du Dauphiné Libéré, etapp 4
Tour de France 2002, etapp 10
Tour du Limousin, etapp 1
2005
Route du Sud, etapp 4
2006
Route du Sud, etapp 4
Tour de l'Ain, etapp 4

## Stall
- Festina 1995–1999
- Jean Delatour 2000–2003
- Crédit Agricole 2004–2008